# Junko Tanaka
Junko Tanaka (jap. 田中 順子, Tanaka Junko; * 2. Oktober 1973 in der Präfektur Shizuoka) ist eine ehemalige japanische Synchronschwimmerin.

## Erfolge
Junko Tanaka gehörte im Jahr 1996 in Atlanta bei den Olympischen Spielen zum japanischen Aufgebot im Mannschaftswettkampf. Zusammen mit Miho Takeda, Miya Tachibana, Akiko Kawase, Raika Fujii, Miho Kawabe, Rei Jimbo, Riho Nakajima und Kaori Takahashi, die neben Tanaka zum Aufgebot Japans gehörten, schloss sie den Wettbewerb mit 97,753 Punkten auf dem dritten Platz ab und erhielt so die Bronzemedaille. Die Japanerinnen mussten sich lediglich den Mannschaften der Vereinigten Staaten, die mit 99,720 Punkten Olympiasieger wurden, und Kanadas, die mit 98,367 Punkten Silber erhielten, geschlagen geben. Die Spiele waren Tanakas einziger bedeutender internationaler Wettkampf. Sie ging während ihrer Laufbahn für die Tenri-Universität an den Start, wo sie auch studierte.